# VIII. Lajos francia király
VIII. Lajos (ismert ragadványnevén Oroszlán Lajos, franciául: Louis VIII le Lion; Párizs, Francia Királyság, 1187. szeptember 5. – Montpensier, Francia Királyság, 1226. november 8.), a Capeting-házból származó francia király 1223 és 1226 között, egyúttal az Angol Királyság trónkövetelője 1216 és 1217 között. Lajos volt Fülöp Ágost francia király és Hainaut-i Izabella királyné egyetlen felnőttkort megért fiúgyermeke, aki kezdetben az Artois-i grófságot kormányozta 1189-től.

## Élete
Oroszlánszívűnek is nevezték, de hogy megkülönböztessék idősebb kortársától, I. Richárd angol királytól, aki ugyanezt a melléknevet viselte, az Oroszlán név ragadt rajta.

### Trónörökösként
Már trónörökösként komoly babérokat aratott, amikor 1214-ben legyőzte Földnélküli János angol uralkodó csapatait a La Roche-aux-Moines-nél vívott ütközetben. A győzelem hatására a János ellen harcoló angliai bárók a francia trónörökösnek ajánlották fel a trónt, ő pedig 1216-ban partra is szállt Angliában.
Hiába foglalta el azonban Londont mert János halála után az angol bárók a fiát, III. Henriket választották uralkodójukká. A francia trónkövetelő 1217-ben Lincoln mellett vereséget szenvedett, majd az év szeptemberében kötött a lambethi egyezményben szép summa fejében lemondott igényéről. Mihelyt hazatért — arra hivatkozva, hogy az angolok nem tartották be az egyezséget — azonnal a gyermek III. Henrik birtokai ellen vonult. Villámgyors hadjáratban meghódította Aquitániát, Poitou-t, Saintonge-ot, Périgord-t, Angoumois-t és Bordelais egy részét. Egészen a Garonne-ig hatolt, így III. Henriknek franciaországi birtokai közül mindössze Bordeaux és Gascogne maradt meg. (Igaz, utóbb Lajos fia, IX. Lajos 1259-ben az elhódított birtokok nagy részét visszaszolgáltatta.)

### Franciaország királyaként
Apja halála után 1223. augusztus 3-án koronázták meg Reimsben.
Mindjárt uralkodása elején le kellett törnie a déli Languedoc tartomány lázadását. A hatalmas toulouse-i gróf, VII. Rajmund ugyanis az albigensek szektájának támogatásával próbálta növelni önállóságát. A katolikus egyház kezdettől követelte, hogy űzze el birtokairól az eretnekeket. Rajmund azonban nem engedett, és ezért az 1225-ös bourges-i zsinat úgy határozott, hogy az eretnekség elpusztítása nem tűrhet halasztást, és keresztes hadjárat vezetésével bízta meg VIII. Lajost.
1226 húsvétján több ezer (a valószínűleg túlzó források szerint 50 000) lovag gyűlt Bourges-ba, majd megkezdték a vonulást a Rhône felé. Az útjukba eső települések és uraságok mind átálltak hozzájuk, elsőként Avignon állt ellen. Ez a város volt Languedoc kulcsa, így a keresztes sereg megkezdte az ostromot. Avignon három hónap múltán kapitulált, mire példáját követte Carcassonne, Nîmes, Castres és Albi is. Raymond gróf Toulouse városába szorult vissza, de szerencséjére a sereget megtizedelték az őszi-téli betegségek, amelyek a királyt is a halálba vitték. Toulouse helyzetét csak 1229-ben rendezte VIII. Lajos régensként uralkodó özvegye.

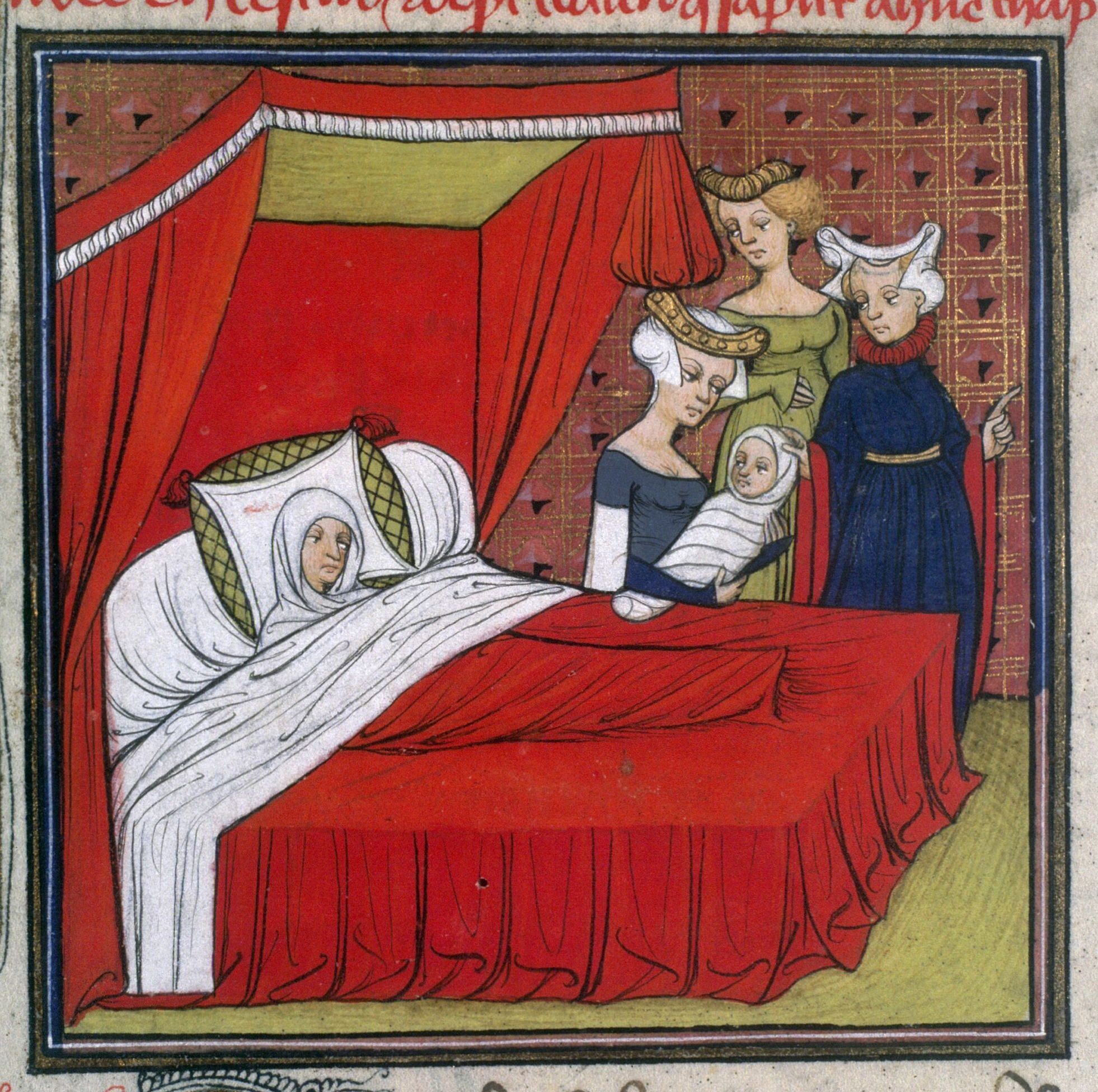
VIII. Lajos születése
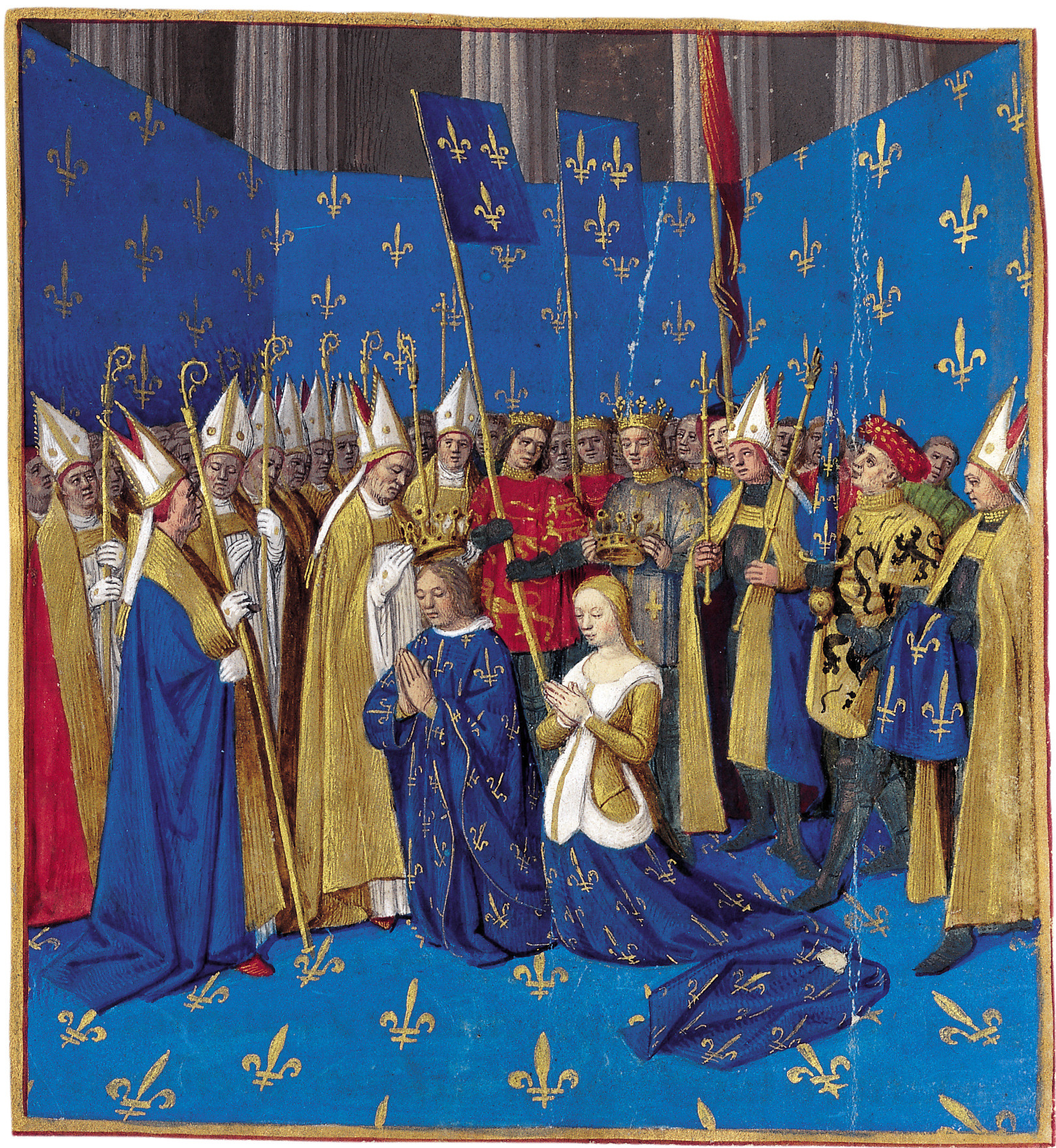
VIII. Lajos és Kasztíliai Blanka koronázása (15. századi ábrázolás)
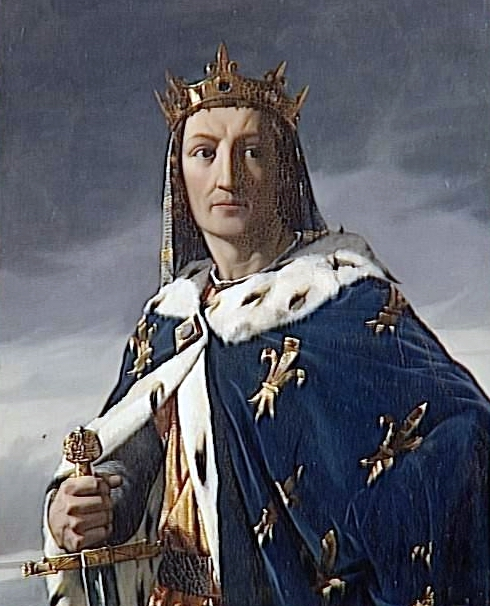
VIII. Lajos portréja

## Személyisége, magánélete, gyermekei
Alacsony, vékony csontú, sápadt arcszínű férfi volt.
1200-ban vette feleségül Kasztíliai Blankát, VIII. Alfonz kasztíliai király és Angliai Eleonóra (II. Henrik angol király leánya) lányát. 12 gyermekük közül mindössze nyolcan érték meg az egyéves kort:
1. Philippe (1209 – 1218)
2. Lajos (1214/1215–1270)
3. Róbert (1216–1250), Artois grófja
4. János Trisztán (1219 – 1232) Anjou és Maine grófja
5. Alphonse (1220–1271) Poitiers és Toulouse grófja
6. Philippe Dagobert (1222–1232),
7. boldog Izabella (1225–1270), Longchamp apátnője,
8. Károly (1227–1285. január 5.) a Szicíliai, majd a Nápolyi Királyság ura, Jeruzsálem névleges királya, Provence grófja.